# ناوكي ماتسويو
ناوكي ماتسويو (باليابانية: 松代 直樹) (9 أبريل 1974 في نارا في اليابان – )؛ هو لاعب كرة قدم ياباني سابق كان يلعب كحارس مرمى.

## وصلات خارجية
- ناوكي ماتسويو على موقع الاتحاد الدولي (مؤرشف)  (الإنجليزية)
- ناوكي ماتسويو على موقع رابطة كرة القدم اليابانية للمحترفين (اليابانية)
- ناوكي ماتسويو على موقع قاعدة بيانات كرة القدم.إي يو (الإنجليزية)
- ناوكي ماتسويو على موقع Soccerway.com (الإنجليزية)
- ناوكي ماتسويو على موقع عالم كرة القدم.نت (الإنجليزية)
- ناوكي ماتسويو على موقع كووورة